# Referéndum sobre la Ley de ANCAP
El referéndum sobre la Ley de ANCAP fue una elección realizada en Uruguay el 7 de diciembre de 2003 que buscaba la derogación de la ley 17 448 (conocida como «Ley de ANCAP»). La norma, promulgada por el Parlamento nacional en enero de 2002, derogaba el monopolio de la importación, exportación y refinación de petróleo y el de la exportación de derivados del petróleo, hasta entonces en manos de la empresa estatal Administración Nacional de Combustibles, Alcohol y Pórtland (ANCAP).
La opción a favor de la derogación alcanzó el 62.1% de los votos válidos, por lo que la ley quedó sin efecto.